# Catemaco
Catemaco város Mexikó Veracruz államának délkeleti részén, lakossága 2010-ben megközelítette a 28 000 főt.

## Földrajz

### Fekvése
A város a Mexikói-öböl közelében, a Tuxtla-hegység belsejében, a Catemacói-tó partján, annak északnyugati részén épült fel. Területe délről északra folyamatosan emelkedik: míg a tópart körülbelül 340 méterrel fekszik a tenger szintje felett, addig az északi városrészek már mintegy 450 méterrel. A település környékének nagyobb részét rétek és legelők borítják, de a növénytermesztés által hasznosított területek is jellemzők.

### Éghajlat
A város éghajlata forró és főként nyáron–ősszel igen csapadékos. Minden hónapban mértek már legalább 35 °C-os hőséget, a rekord elérte a 42 °C-ot is. Az átlagos hőmérsékletek a januári 19,9 és a májusi 26,9 fok között váltakoznak, fagy nem jellemző. Az évi átlagosan 2102 mm csapadék időbeli eloszlása nagyon egyenetlen: a nyári–őszi félévben hull az éves mennyiség több mint 85%-a.
| Hónap                                   | Jan. | Feb. | Már. | Ápr. | Máj. | Jún. | Júl. | Aug. | Szep. | Okt. | Nov. | Dec. | Év   |
| --------------------------------------- | ---- | ---- | ---- | ---- | ---- | ---- | ---- | ---- | ----- | ---- | ---- | ---- | ---- |
| Rekord max. hőmérséklet (°C)            | 35,5 | 40,0 | 39,0 | 39,5 | 41,0 | 42,0 | 39,0 | 38,0 | 40,0  | 37,5 | 36,5 | 36,5 | 42,0 |
| Átlagos max. hőmérséklet (°C)           | 23,9 | 25,7 | 28,4 | 30,8 | 31,9 | 30,7 | 29,1 | 29,1 | 28,9  | 27,3 | 26,2 | 24,6 | 28,1 |
| Átlaghőmérséklet (°C)                   | 19,9 | 21,0 | 23,3 | 25,6 | 26,9 | 26,4 | 25,1 | 25,1 | 24,9  | 23,5 | 22,2 | 20,6 | 23,7 |
| Átlagos min. hőmérséklet (°C)           | 15,9 | 16,3 | 18,3 | 20,4 | 21,9 | 22,1 | 21,2 | 21,0 | 20,9  | 19,7 | 18,1 | 16,6 | 19,4 |
| Rekord min. hőmérséklet (°C)            | 0,0  | 0,4  | 3,0  | 5,0  | 7,0  | 9,0  | 10,0 | 9,5  | 2,5   | 4,0  | 5,0  | 3,0  | 0,0  |
| Átl. csapadékmennyiség (mm)             | 59   | 32   | 24   | 34   | 46   | 243  | 417  | 317  | 381   | 292  | 173  | 87   | 2103 |
| Forrás: Servicio Meteorológico Nacional |      |      |      |      |      |      |      |      |       |      |      |      |      |

## Népesség
A település népessége a közelmúltban folyamatosan növekedett:
| Év   | Lakosság |
| ---- | -------- |
| 1990 | 21 260   |
| 1995 | 22 965   |
| 2000 | 23 631   |
| 2005 | 26 141   |
| 2010 | 27 615   |

## Története
A település nevének jelentése égett ház, ami valószínűleg a közel San Martín vulkán egykori kitörésére utal. Magát Catemacót 1774-ben alapították, majd az ország függetlenségének elnyerése után megalakult Catemaco község is. 1881. május 25-én villa, 1966. november 9-én pedig még magasabb, ciudad (város) rangra emelkedett.

## Turizmus, látnivalók
A város életében fontos szerepet játszik a turizmus, főként a természeti környezet vonzza a látogatókat. A Catemacói-tavon hajókirándulások tehetők, ezek alkalmával pedig megfigyelhetők az 1979-ben a tó szigeteire telepített, és úszni is megtanult makákók. A közeli Nanciyaga nevű ökológiai rezervátumot különleges élővilága és a turistáknak nyújtott szolgáltatásai miatt szintén sokan keresik fel. Bent a városban néhány építészeti emlék érdemes megtekintésre, például az óratorony, a községi palota, több régi ház és történelmi emlékművek.
Ősi olmék hagyományokra épülve minden március első péntekjén „boszorkány-napot” tartanak, amikor többek között fáklyákkal megvilágított csónakokkal útra kelnek a tavon, és a Cerro del Mono Blancónál ezoterikus szertartást mutatnak be, de keresztény vallási ünnepeket is rendeznek az év során. Catemaco jellegzetes gasztronómiája a tóból kifogott halakra és a tegogolo nevű vízicsigára épül, de a vízi kagylók és csigák házaiból a helyi kézművesek dísztárgyakat is készítenek.